# Power Bank

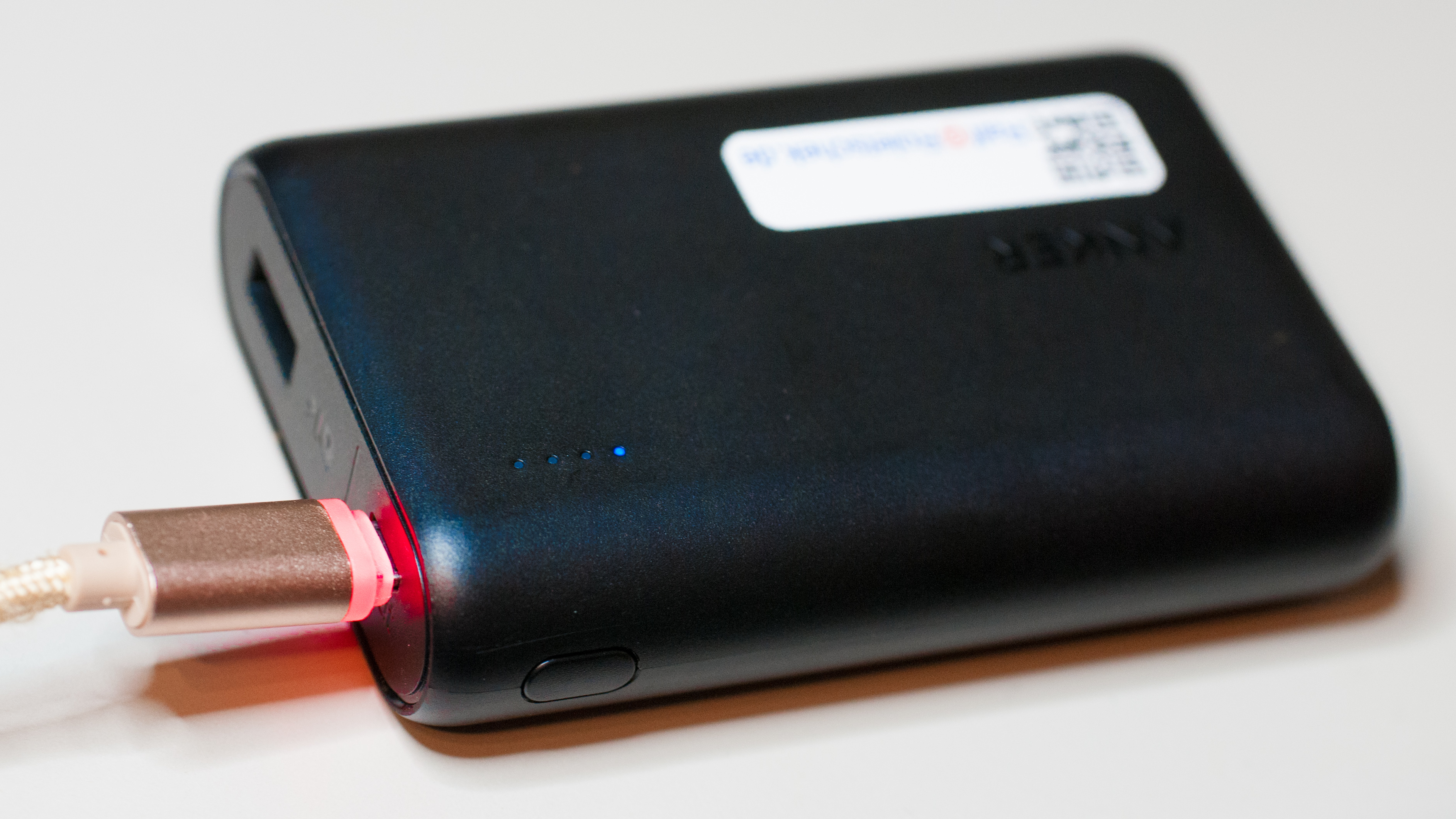
Powerbank cargando

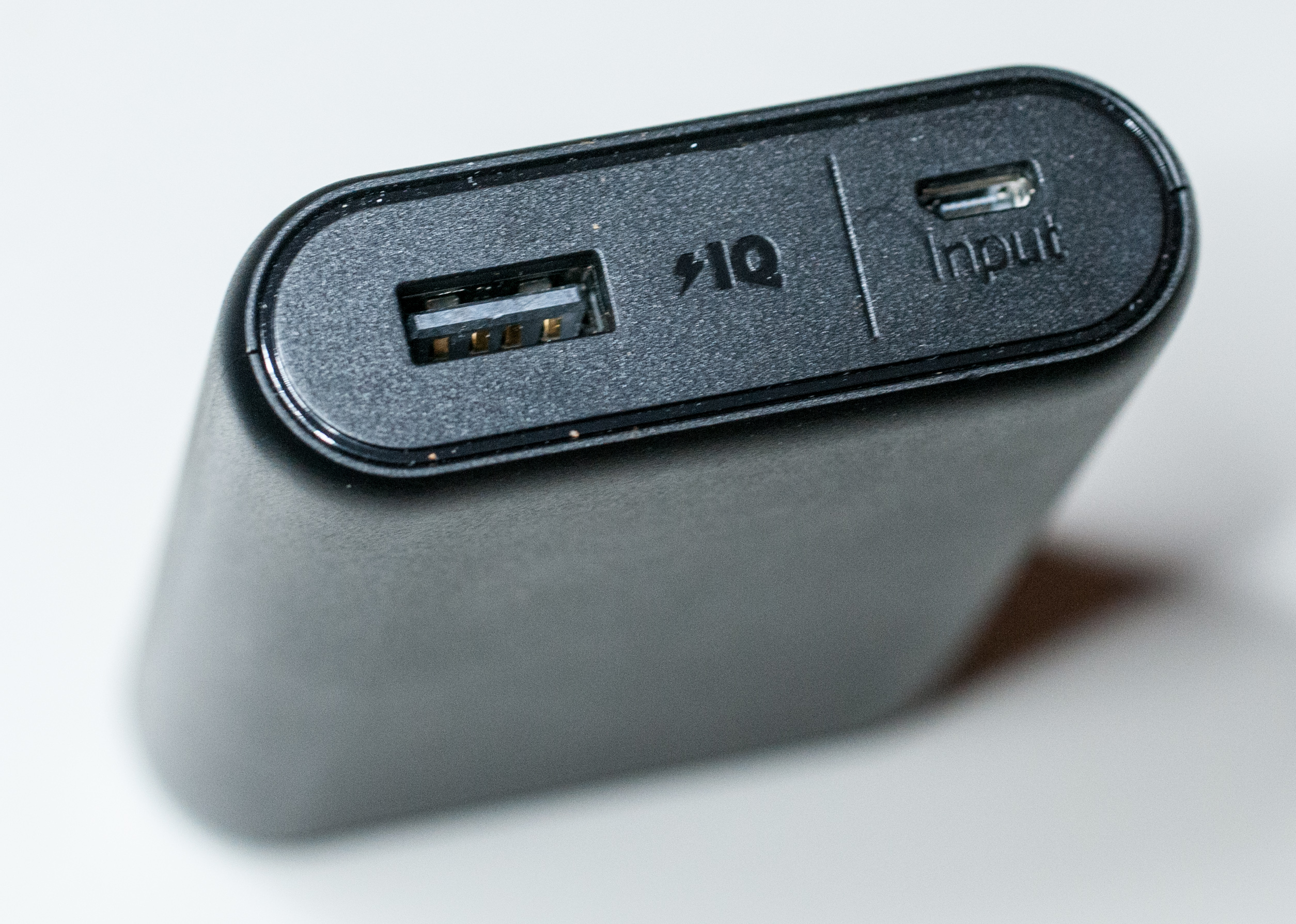
Conexiones típicas USB

Power bank (banco de energía o poder) es la acepción inglesa que reciben las pilas y baterías recargables de material de litio (ion o polímero), con puertos Universal Serial Bus (USB) y, a veces, Qi, para efectuar cargas de dispositivos electrónicos, ya sea un teléfono móvil, tableta, libro electrónico e, incluso, ordenador portátil, así como para alimentar dispositivos eléctricos, ventiladores USB . En castellano se denomina batería externa, batería portátil, batería portable o cargador portátil. 

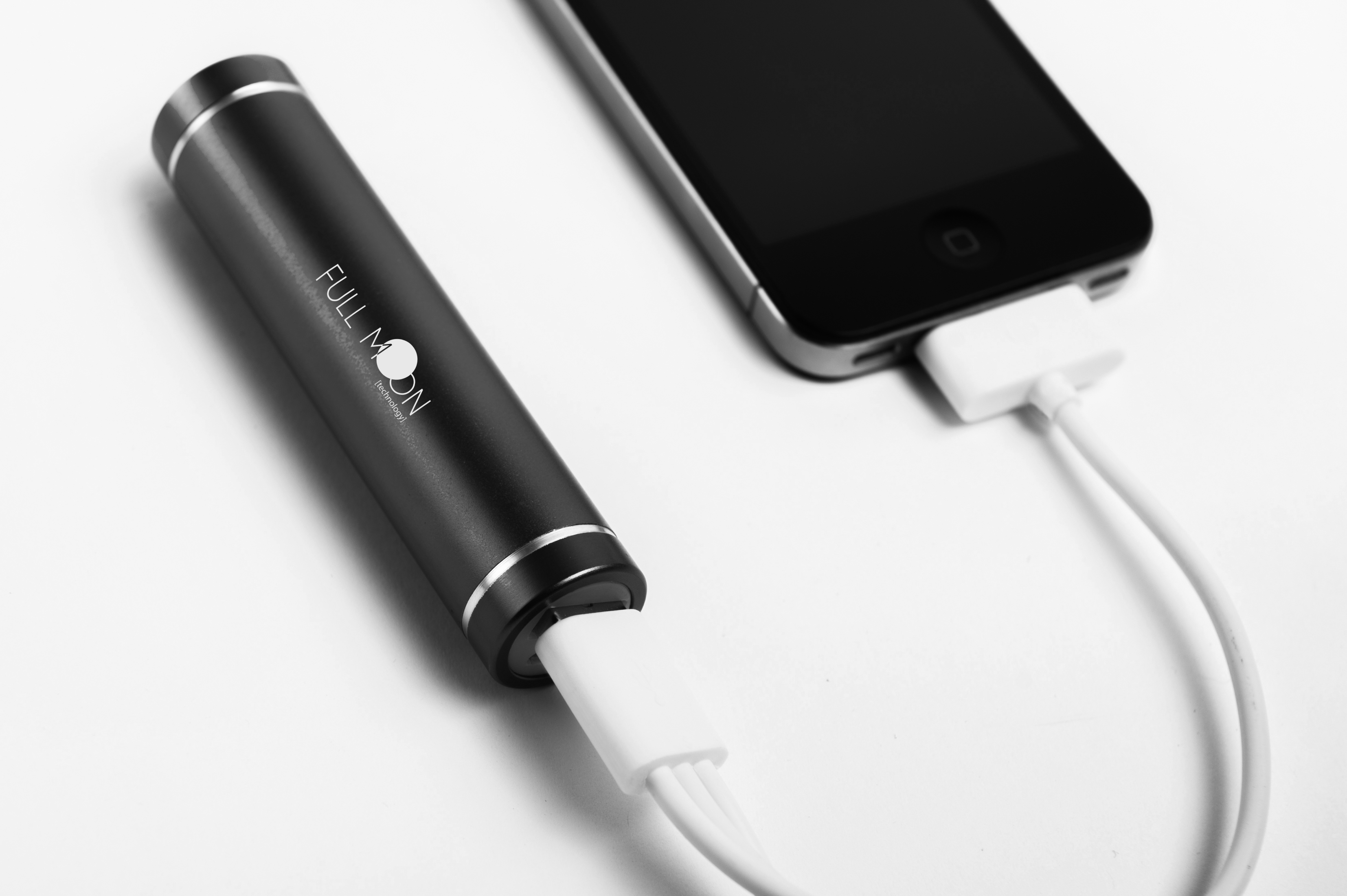
Powerbank cilíndrico, cargando un teléfono móvil.

## Generalidades

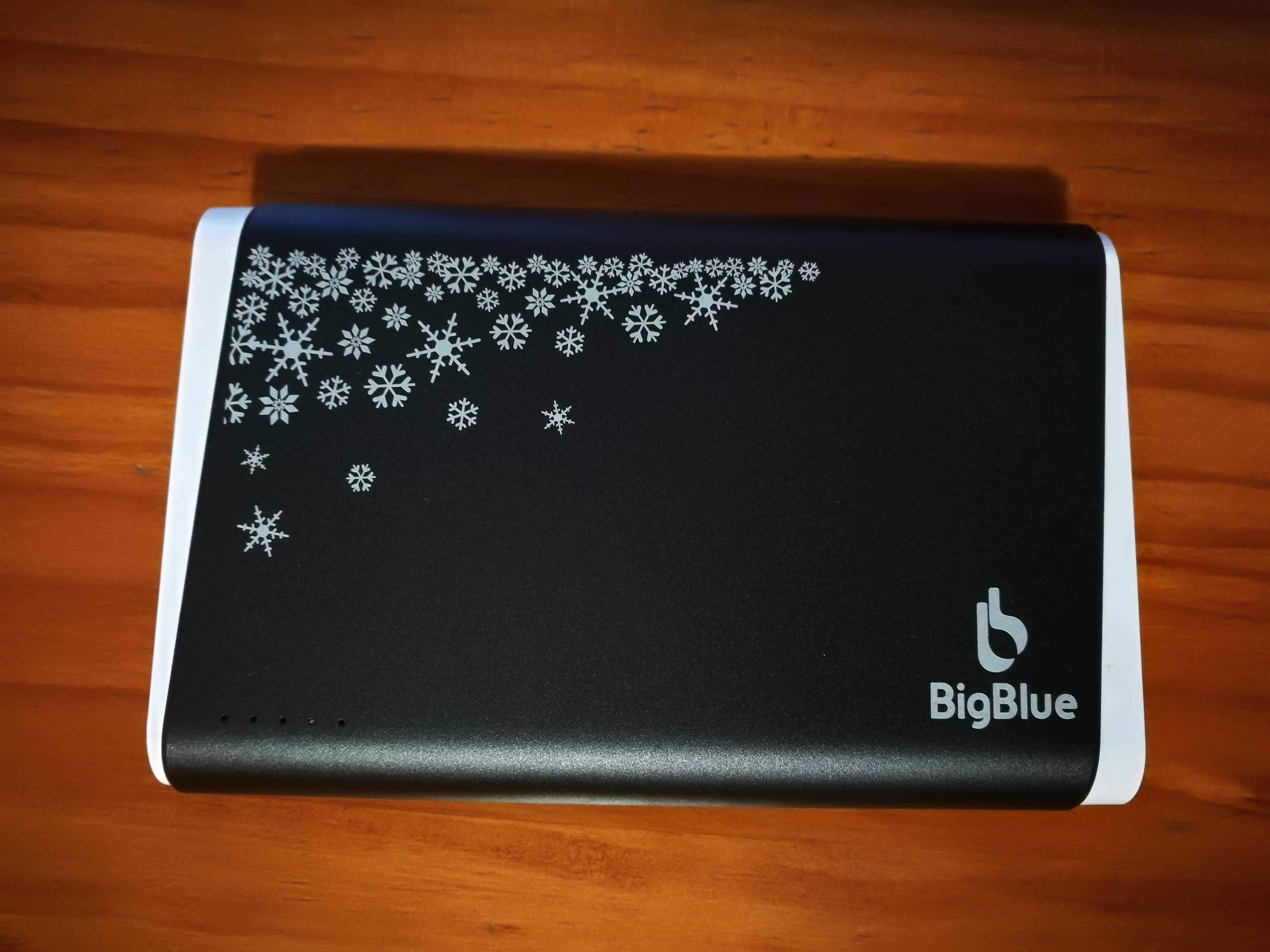
Powerbank con calentador de manos incluido.

Las power bank o baterías externas tienen diferentes capacidades que se miden en mAh (miliamperio x hora) que es una unidad de medida utilizada para medir la carga eléctrica acumulada en un determinado período de tiempo. Normalmente se utiliza para indicar la capacidad de carga máxima que una batería puede almacenar de una sola vez. Una mayor capacidad en mAh significa que podrá cargar aparatos con un consumo más elevado de energía y/o cargar un aparato durante más tiempo.

## Historia
Su primera aparición fue en Muestra Internacional Electrónica para Consumidores de Las Vegas de 2001 donde un estudiante realizó un circuito eléctrico con una pila eléctrica AA. Aunque no fue hasta 2009, cuando las ventas empezaron a crecer junto con el comercio electrónico y los teléfonos móviles. Lo que marcó una diferencia fue la entrada del iphone en 2007 por la empresa Apple que en pocos años se convirtió en producto usado en todo el mundo. Su batería de litio no podía ser reemplazada y solamente permitía un uso continuo del dispositivo de 4 horas, ello produjo una demanda de power banks por los usuarios del iPhone.

## Cómo funciona un Power Bank

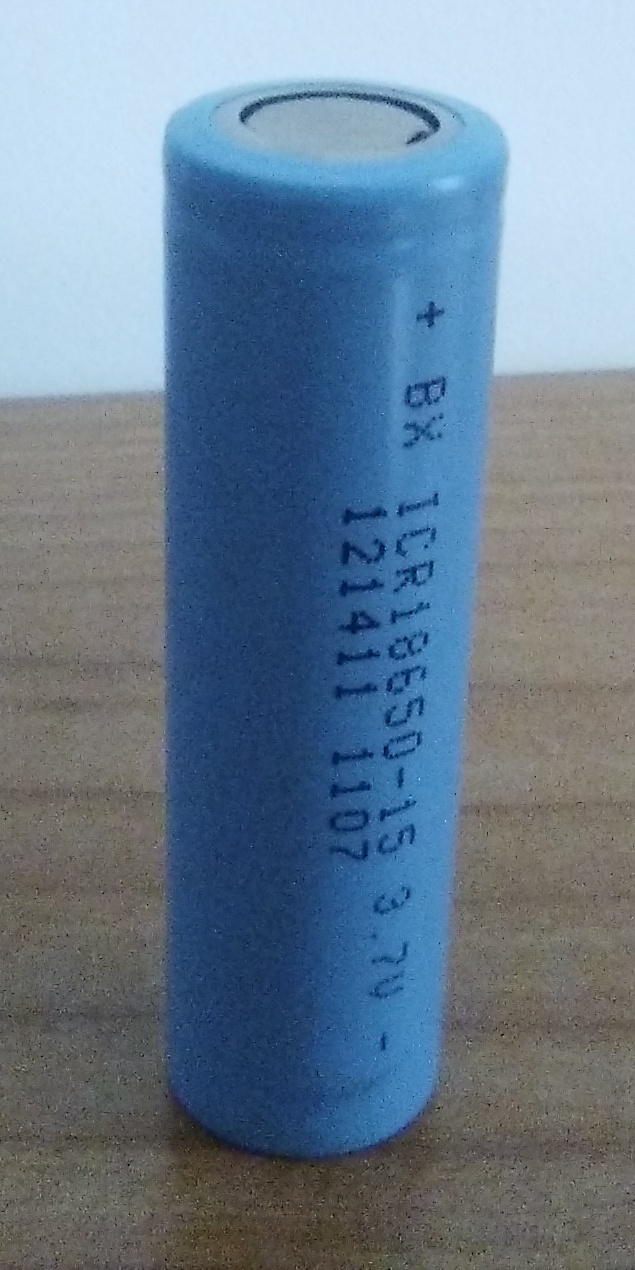
Es una de las celdas que se usan para almacenar la electricidad de las Power Bank que se conectan a un módulo USB.

El power bank básicamente es una batería de litio controlado por un microchip, de manera que detecta el dispositivo conectado y le suministra la corriente necesaria que admite dicho dispositivo. Dispone de circuitos de protección contra sobreintensidad y cortocircuito de manera que no tendremos que preocuparnos por si el dispositivo sufrirá daños. No obstante, se recomienda utilizar modelos certificados por el organismo de control pertinente.
El power bank cuenta como mínimo con un puerto de entrada microUSB que se utiliza para recargar el powerbank. Algunos power bank cuentan con placas solares integradas, para recargar sus baterías.
Posee al menos una salida USB para alimentar los dispositivos móviles que deseemos recargar. Puede disponer de más de una salida USB permitiendo la recarga simultánea de varios dispositivos, así como de un Qi para recarga inalámbrica.

## Capacidad del Power Bank
En el mercado de los power banks existen muchos modelos y marcas con diferentes capacidades. 
Si el dispositivo a cargar es un móvil se requiere un power bank de mínimo 3000 mAh (o más brevemente, 3Ah), mientras que para una tableta, que dispone de una mayor capacidad de torno a los 10000 mAh (10 Ah) para una carga completa, es decir unas tres veces más, es necesario un power bank de una capacidad superior a esos 10 Ah, ya que se pierde parte de la energía por efecto Joule. 
A mayor capacidad del power bank implica mayor precio y menor portabilidad.